# III. Gyula pápa
III. Gyula (eredeti nevén: Giovanni Maria Ciocchi del Monte; Monte San Savino, 1487. szeptember 10. – Róma, 1555. március 23.) a 221. római pápa 1550-től haláláig.
Tíz hetes konklávé után került a pápai trónra, ami kiújuló ellentétekre enged következtetni a bíborosi kollégiumon belül. Gyula mindössze  ötéves  pontifikátusa vegyes eredményeket hozott. Elődje, III. Pál pápa ugyan reneszánsz uralkodói jegyekkel, mégis újjáépítette az egyházi fegyelmet, amivel – mindenki úgy vélte – elindult a régen áhított reformfolyamat az egyházon belül. Gyula személyisége bíborosként megfelelni látszott ennek a vonalnak, de amikor az egyházfői trónt elfoglalta, leginkább a művészetpártolók örülhettek. A pápa lenyűgöző palotákat emelt, csodás szobrokkal és fényűzéssel.
Az erkölcsök terén újabb mélypontra jutott a pápaság. Hírnevének és a katolikus egyháznak is nagyot ártott fogadott unokaöccsével, Innocenzo Ciocchi Del Monte-vel ápolt kapcsolata. Uralkodását botrányok jellemezték és a túlzott nepotizmus elhomályosítja pontifikátusát. Extravagánsan ajándékozta meg a rokonait és bíborosi kalapot adományozott egy 17 éves tinédzsernek, akit testvére fogadott örökbe.
A kissé ledér egyházfő mindentől eltekintve fontosnak tartotta a megkezdett reformok folytatását, ezért újra megnyitotta a tridenti zsinatot. Külpolitikájában újra felerősödött a Franciaország és a Német-római Birodalom között egyensúlyozó hatalmi szerep, amely a Parmáért kirobbant háborúban teljesedett ki. Uralkodása alatt sikerült az anglikán egyházat is visszaterelni Róma elsőbbsége alá, legalábbis ideiglenesen.

## Iskolapadtól zsinati elnökségig
1487. szeptember 10-én látta meg a napvilágot a toszkánai Monte San Savino városában. Eredetileg a Giovanni Maria Ciocchi del Monte (avagy összevont keresztnévvel Giammaria Ciocchi del Monte) nevet kapta. Édesapja a korabeli Itália egyik legelismertebb jogásza volt, Vincenzo Ciocchi del Monte, anyját pedig Cristofora Saracininek hívták. A tehetős nemesi család nem nélkülözte a befolyásos egyházi méltóságokat sem, így a gyermek Giammaria nagybátyja, Antonio Maria Ciocchi del Monte bíboros segítségével a legkiválóbb oktatásban részesülhetett. A Lateránban az ismert reneszánsz tanár, Raffaele Lippo diákjaként kezdte meg tanulmányait, majd apja nyomdokaiba lépve jogot tanult Perugia később Siena egyetemén.
A kiváló eredményekkel büszkélkedő Giammaria karrierje tulajdonképpen borítékolva volt. Kitűnő tanulmányok, mértéket tartó, erkölcsös élet és egy befolyásos bíboros nagybácsi: ez mind az egyházi pálya irányába mutatott, ami ellen a jelek szerint Giammariának semmi kifogása nem volt. Az Ambrosius Catharinus által vezetett dominikánus kolostorban teológiát tanult, és így 1513-ban már képzett klerikusként léphetett nagybátyja nyomán az apuliai Siponto érseki hivatalába. 1521-ben érseki címe mellé megkapja a Paviai egyházmegye püspöki méltóságát is, így aztán már tehetős főpapként gyakran a római kúria vendége. Az örök városban töltött rengeteg idő, a pápai udvarban már halványodóan jelen lévő reneszánsz pompával és művészettel ismertette meg, amelynek nagy rajongójává vált. De a római tartózkodás hamarosan súlyos emlékekkel gyarapította Giammaria egyházi pályáját.
Róma 1527-es feldúlásakor (Sacco di Roma) a bajba keveredett VII. Kelemen pápa az Angyalvár falai mögül a német seregeknek túszként kiszolgáltatta Giammaria érseket, akit azonnal a féktelen sereg által ejtett rabok közé taszítottak. A helyzet tehát nem állt túl rózsásan 1527 nyárelőjén, amikor a német Landsknechtek a Campo dei Fiori vesztőmezején ki akarták végezni Giammaria érseket több klerikus társával együtt. A segítség még éppen időben érkezett, és Pompeo Colonna bíboros vezetésével titokban kiszabadultak fogságukból a túszként ejtett főpapok. Ettől kezdve érthető okok miatt Giammaria csak akkor utazott Rómába, ha semmiképpen sem kerülhette el. 1534-ben Bologna, Romagna, Parma és Piacenza pápai legátusának nevezték ki.
III. Pál pápa 1536. december 22-én bíborossá szentelte fel méghozzá papi rangon, és január 15-én a bíborkalap mellé megkapta a San Vitale-templom címzetesi rangját is. Ezt 1543. október 5-én Palestrina püspöki címével egészítette ki. Ezáltal Giammariának egyre jobban megnövekedett a kúrián belüli befolyása. Ennek hamar megtapasztalta a pozitív és negatív oldalát is. Kiváló szónokként a reformok elkötelezett híveként tartották számon, aki gyakran a pápai hatalommal is szembe mer szállni. Bátorságát és reformok iránti elhivatottságát egész Rómában nagyra tartották. Azonban a rossz nyelvek mást is terjesztettek Giammariáról. A korábban már több egyházfőnek is sok gondot okozó, úgynevezett beszélő szobor, a Pasquino talapzatánál olyan megjegyzések jelentek meg, miszerint a bíboros homoszexuális.
Minden pletyka ellenére Giammaria a pápai kegy részese maradt, és 1545-ben Reginald Pole és Marcello Cervini bíborosok mellett őt is pápai legátusnak nevezték ki, és a tridenti zsinat megszervezését bízták rájuk. Nekik kellett kiválasztani azokat a tételeket, amelyek a zsinaton vita tárgyát képezhették, illetve az ő feladatuk volt a viták vezetése is. December 13-án Giammaria rövid misével nyitotta meg a tizenkilencedik egyetemes zsinatot. A zsinat alatt a bíboros összeveszett V. Károly német-római császárral, és ennek következményeként az uralkodó tiltakozása ellenére del Monte bíboros Bolognába költöztette a zsinatot. A pápa a viszály miatt 1547-ben bölcsebbnek látta elnapolni a zsinat üléseit.

## Köszvényre fogott pontifikátus

### Három részre szakadt konklávé
III. Pál 1549. november 10-én halt meg, és a nagyrészt magához térő egyház újabb hosszúra nyúló konklávé előtt állt. Az új egyházfő megválasztásának idején a bíborosi kollégium ötvennégy tagot számlált, és a hosszan elnyúló vitának köszönhetően ebből ötvenegy kardinális meg is jelent a tanácskozáson. Ez azt jelentette, hogy a november 29-én összeülő konklávé régóta a legnépesebb bíborosi tanácskozás volt. A következő esztendő február 7-éig elhúzódó tíz hetes vita a 16. század második leghosszabb konklávéja volt. 

A rekord hosszúságú vita azért alakulhatott ki, mert a helyrebillent egyházi rendben újra lehetőséget nyertek a szembenálló európai politikai hatalmak, hogy a régóta hajszolt itáliai birtokokat kicsit közelebb hozzák saját elképzeléseikhez. A szent kollégiumban három hatalmi törésvonal mellett igyekeztek állást foglalni az atyák. A mindenképpen legnépesebb csoportot a II. Henrik francia király által támogatott franciahű bíborosok jelentették. Tizenhét megjelent kardinális nyíltan franciapártinak vallotta magát. A szemben álló császári erők V. Károly német-római császár támogatását élvezték, és összesen tizenegyen voltak. Károly egyértelmű listát készíttetett az elfogadható jelöltekről. Ezt a listát vezette a spanyolországi Burgos püspöke, Juan Álvarez de Toledo, de politikai okok miatt ez hamar megváltozott, és a pápai trónus sokáig legesélyesebbnek tartott bíborosára, az angol Reginald Pole kardinálisra szállt. A harmadik jelentősnek mondható erő pedig az elhunyt egyházfő jóvoltából került meghatározó szerepbe, ez pedig a Farnese család volt. Maga III. Pál két családtagját is bíborosi rangra emelt, és a családi kapcsolatoknak hála öt abszolút hívet is tudhatott soraiban.

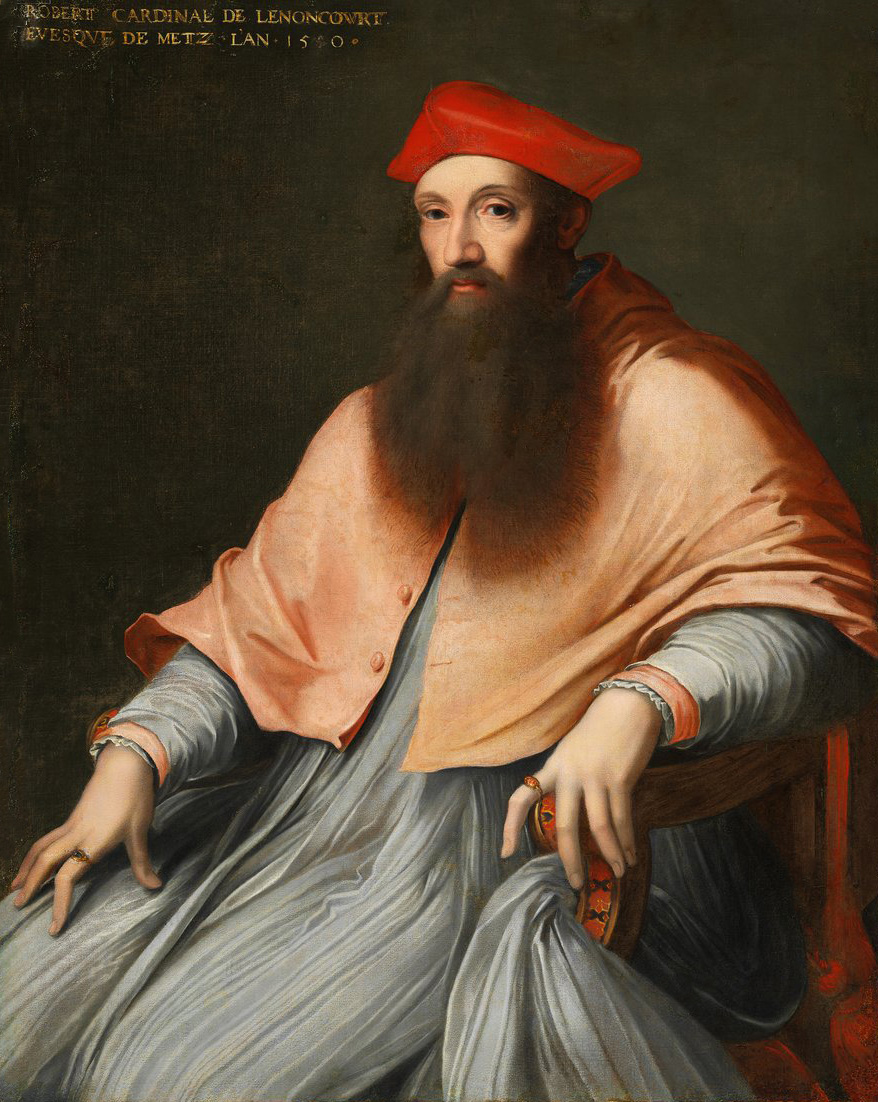
A legnagyobb ellenfél, Reginald Pole portréja

A konklávé valójában a franciák versenyfutása volt az idővel. Amikor Pál meghalt csak a Farnese és a császári párt volt jelen az örök városban, hiszen három napba telt, míg a pápa halálhíre eljutott Franciaországba. A franciapárti hercegek és klerikusok mindent elkövettek, hogy az elhunyt egyházfő temetését és az előírt gyászt meghosszabbítsák, de a konklávé mégis összeült a franciák megérkezése előtt. A rövid vitában a császáriak elálltak a spanyol jelölttől, ugyanis a Farnese család nem támogatta őt. A december 3-án megtartott szavazáson Reginald Pole két szavazat híján majdnem megszerezte a pápai címet. A Rómában lévő francia követ a Cappella Paolinában tartott konklávénak tudtára adta, hogy amennyiben nem várják meg a francia bíborosokat, újabb súlyos egyházszakadással kell számolniuk. Ezzel a követ csak azt érte el, hogy a császáriak még gyorsabb tempót diktáltak, és két nap alatt kétszer is szavazásra bocsátották a kérdést, de Pole bíborosnak egyszer sem sikerült elérnie a szükséges kétharmados többséget. December 11-étől kezdve sorra megérkeztek a francia kardinálisok, akik végleg ellehetetlenítették a császáriak kétharmados terveit.
Így aztán elindultak az ármányos vesztegetések, és titkos hadműveletek a kollégiumon belül, az egyes pártok sikeréért. Ennek legmeglepőbb mérlege az a tény, hogy ugyan ötvenegy bíboros ment be a konklávéba, de a végső döntéskor csak negyvennégy jött ki. Ezek közül időközben ketten meghaltak, köztük a franciák jelöltje, akivel minden bizonnyal méreg végzett. Öten pedig olyan rosszul lettek, hogy képtelenek voltak folytatni a tanácskozást. Valószínűleg ez sem a véletlen műve volt.
A francia jelölt halála után Henrik bíborosai a Farnesékkel szövetkeztek egy olyan jelöltben, aki a konklávé előtt nem számított esélyes jelöltnek. Ez az ember Giammaria Ciocchi del Monte bíboros volt, aki ugyan független volt, mégis ki tudta vívni a franciák és a Farnesék támogatását. A bíboros a tridenti zsinat Bolognába helyezése miatt rajta volt Károly feketelistáján. A császáriak minden lehetséges eszközzel del Monte ellen voltak. Ez pedig elegendő volt ahhoz, hogy a franciák szimpátiáját elnyerje. Miután a bíboros írásban ígéretét tette, hogy támogatja Ottavio Farnese parmai hercegségét, a szövetség megalakult, és 1550. február 7-én a konklávé hatvanegyedik szavazásán del Monte bíboros megszerezte a szükséges szavazatokat. A nehéz választást február 22-én teljesítették be, amikor III. Gyula néven megkoronázták a bíborost.

### Újjáélesztett zsinat
Lásd még: Tridenti zsinat

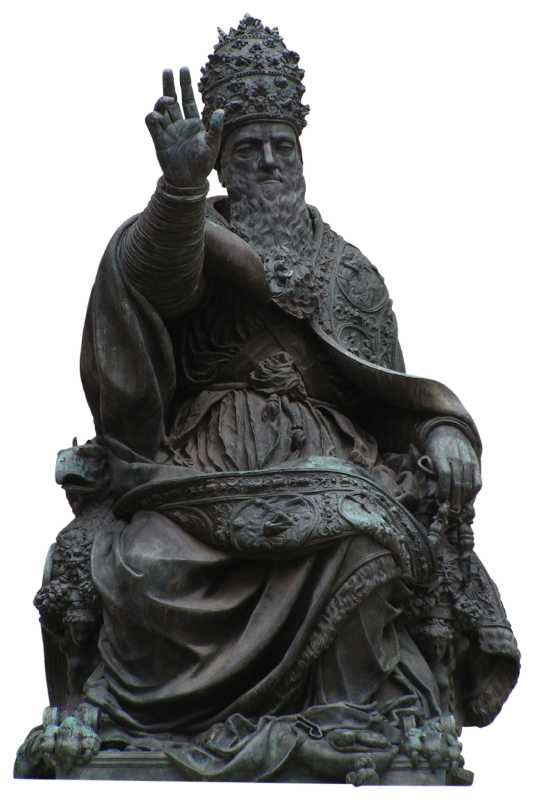
III. Gyula bronzszobra Perugiában, amelyet 1555-ben állítottak emlékére.

Amint Gyula elfoglalta a pápai trónust hamar átértékelte a konklávén megkötött feltételeket. Az elégedett franciák és a Farnesék befolyásuk növelése helyett gyors pofonokat tehettek csak zsebre, ugyanis Gyula nem engedte irányítani pontifikátusát. Ezért trónra lépése után szinte azonnal szövetséget kötött V. Károllyal Parma ellen. A kiújuló nemzetközi ellentétek mellett Gyula visszavitte az 1547-ben III. Pál által elnapolt zsinatot Trento városába, és 1550. november 14-én kihirdette az egyetemes zsinatot összehívó bullát. A zsinat 1551. május 1-jén nyílt meg, amellyel párhuzamosan kirobbant a pápa által kavart parmai háború. A háború miatt a francia klérus nem képviseltette magát a zsinaton.
A tridenti gyűlés pedig ott folytatta a reformok kidolgozását, ahol pár évvel azelőtt az abbamaradt. Megszülettek a zsinati kánonok az eucharisztia, a penitencia és az utolsó kenet szentségeinek kérdésében, de szóba került több fegyelmi kérdés is. Ezek között a püspöki hatalommal, a klérus öltözködésével és az egyházi benefíciumokkal kapcsolatos tételek voltak a legfontosabbak.
A császári befolyásnak köszönhetően a zsinat igen lényeges kérdésben is előrébb tudott lépni. 1551 márciusától kezdve a zsinaton jelen voltak a német protestánsok legnagyobb képviselői is. A gyűlésen megjelent a brandenburgi és a szász választófejedelem, Württemberg hercege és hat fontos császári város képviselője is. Noha a zsinaton nem oldódott fel a szakadás, a protestánsokkal való egyeztetések mégsem bizonyultak hasztalannak. Az addig megszületett zsinati tételeket alaposan áttárgyalták, megegyeztek abban, hogy megerősítik a konstanzi és a bázeli zsinatok tételeit, főként a zsinat és a pápa elsőségének dilemmáját.
Gyula végül 1552. április 28-án bezárta a zsinatot, ugyanis II. Henrik és V. Károly háborúja egyre közeledett a zsinat helyszínéhez. Érdekességként megjegyezhető, hogy a tridenti zsinat második üléséhez kapcsolódóan jelent meg elsőként a bőr szíjakból készített lengéscsillapító, hogy a zsinatra igyekvő főpapok kényelmesebben érjék el céljukat. Gyula a zsinat bezárása után tulajdonképpen csak névleg kormányozta a pápai állam ügyeit. Rémes köszvényre hivatkozva pontifikátusának utolsó három évében tulajdonképpen visszavonult, és a művészetekbe és féktelen lakomákba temetkezett.

### Háború Parmáért

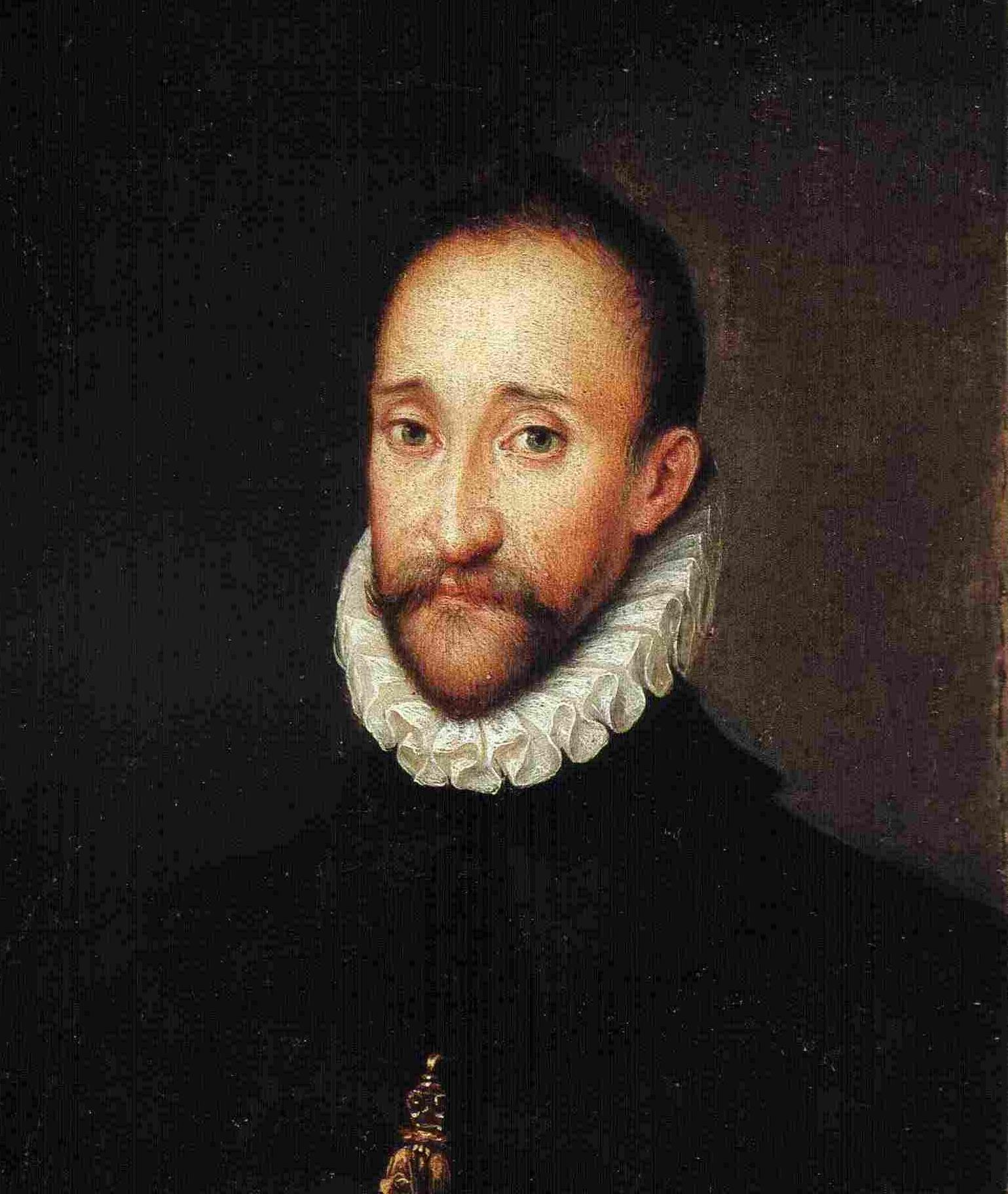
Ottavio Farnese portréja

Gyula igazi politikusként az esélytelenek közül küzdötte fel magát a pápai trónusra a konklávén. Egyezséget kötött a franciákkal és a Farnesékkel, amelynek értelmében pápai koronázása után Ottavio Farnesét valóban megerősítette Parma hercegi pozíciójában, sőt Ottavio testvérét, Oraziót is megerősítette Castro hercegi címében. Emellett mindkét Farnese megkapta a Szent Római Egyház zászlósának és védelmezőjének a címét.
Az úgymond forgatókönyv szerinti első félév után azonban Gyula igazi pálfordulással kavarta fel Európa politikáját. Az egyházfő ugyanis a korábbi megválasztóinak túlzott befolyásától tartva szövetségre lépett V. Károly császárral. A német uralkodónak Parma hercegsége fúrta az oldalát, így a háború ismét Itália északi részére összpontosult. Ottavio Farnese szövetségre lépett II. Henrik Franciaországával, és a szembenálló felek 1551-ben fegyverrel estek egymásnak. Ferrnate Gonzaga, Milánó császári kormányzója elfoglalta Brescello városát, és gyorsan Parma falai alá érkezett. De a császári seregeket II. Henrik hadai Mirandolánál megverték, és a francia uralkodó utasítására lerohanták Piemontot. Szeptemberre Gonzaga kénytelen volt feladni Parma ostromát, hogy megvédhesse saját területeit.
Károly seregeinek vereségét látva Gyula újabb fordulatot vett, és közeledni próbált a franciák felé. De a béke nem született meg Henrik túlzott követelései miatt. Amikor Károly belföldi háborúi egyértelművé tették, hogy a császár nem fog több katonát küldeni, 1552. április 29-én megszületett a béke. Ennek értelmében kétéves tűzszünetet kötnek a szemben álló felek, és a Farnesék birtokait megerősítik és elismerik. A szerződést mind a pápa, mind a császár elismerték, így a háborúnak vége lett.

### A Szentévtől az augsburgi vallásbékéig
Gyula a főbb politikai események mellett több egyházi jelentőségű eseményben is alapvető szerepet játszott. Az újonnan megválasztott egyházfőnek szinte kapóra jött a korábban III. Pál által meghirdetett tizedik Szentév. Gyula 1550. február 24-én a Si pastores ovium bullával nyitotta meg és a következő év vízkeresztjén zárta le. A Szentév újabb zarándok-áradatot jelentett Rómában, amelynek piactereit a roham előtt kiszélesítették, hogy megkönnyítsék a tömeg áramlását az örök városban.
Gyula pontifikátusának mindenképpen legbotrányosabb szakasza a nepotizmushoz és a bíborosi kinevezésekhez köthető. 1550. február 28-án, alig néhány nappal megkoronázása után, az új egyházfő konzisztóriumot hívott össze, amelyen a nepotizmust és az egyházi visszaéléseket elítélő szabályokat alkottak. Ezen az ülésen nevezte ki a pápa Pietro Aretino bíborost, akit még III. Pál terjesztett fel a bíborkalapért. Alig négy hónappal ezután Gyula bíborosi rangra emelte a testvére, Balduino által örökbe fogadott ifjút, Innocenzo del Montét. Az alig tizenhét éves ifjút a rossz nyelvek szerint az egyházfő Parma egyik utcájáról emelte a szent kollégium soraiba, és valószínűleg nem minden alap nélkül. A korábban csak a Pasquino talapzatán megjelent találgatások, új erőre kaptak. A római velencei követ szerint Innocenzo nemcsak bíborosként segítette a pápa munkáját, de éjszakánként az ágyában is helyet kapott. Innocenzo felszentelését a bíborosok elítélték, ugyanis a reformeszméknek homlokegyenest ellentmondó természete volt. Gyula halála után Innocenzo valóban erkölcsi fertőbe süllyedt, és több bűnténybe is belekeveredett. Javarészt száműzetésben élte le életét emiatt. Innocenzo ráadásul a bíboros-nepos hivatalát töltötte be, amelyre annyira alkalmatlan volt, hogy a hagyományossá vált hivatal hanyatlásnak indult.

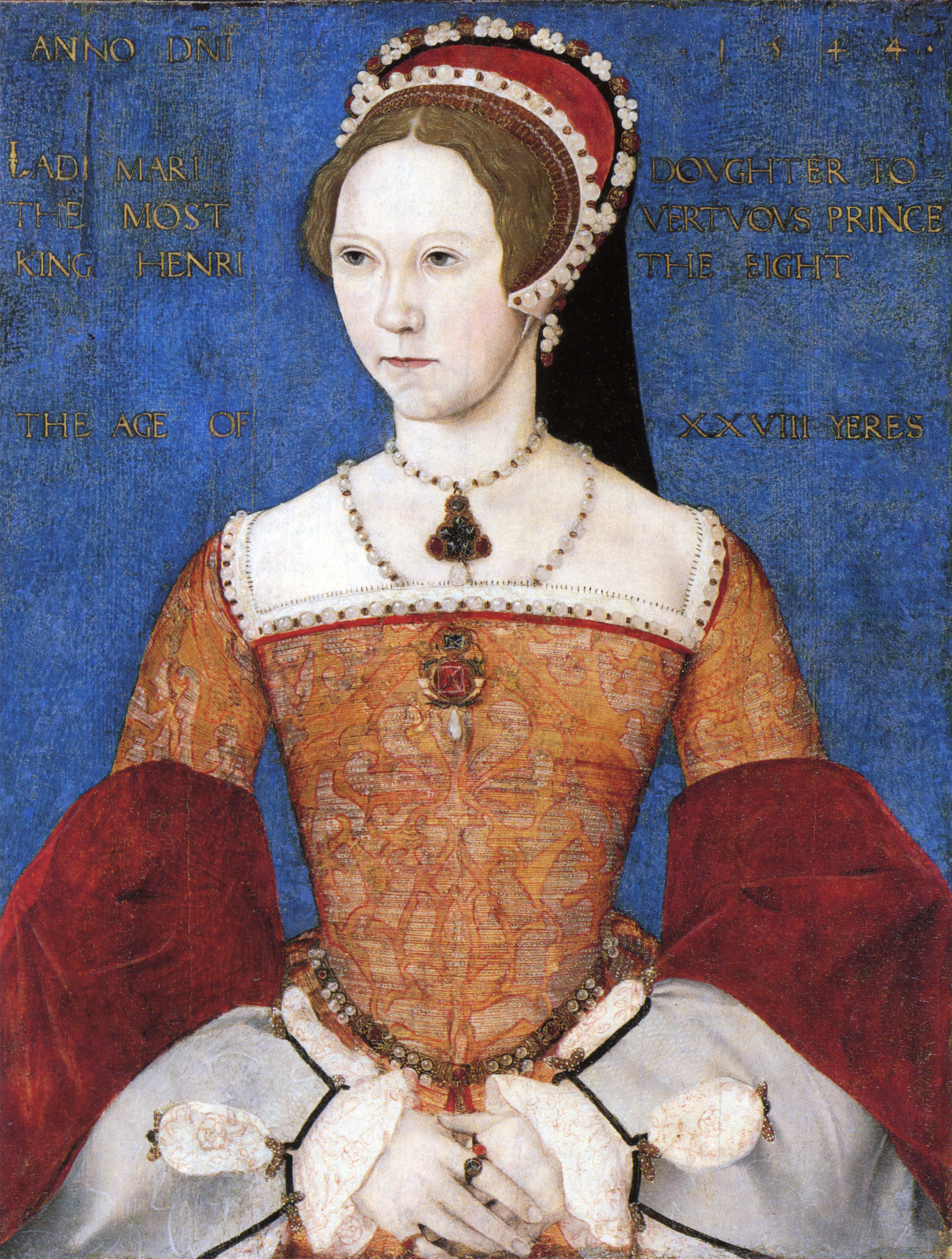
I. Mária angol királynő portréja

Gyula pontifikátusa során szintén nagy jelentőséget tulajdonított a szerzetesrendeknek. Trónra lépése után 1550-ben rögtön megerősítette a jezsuita rendet. A reformáció elleni küzdelemben Loyolai Szent Ignác rendje egyre nagyobb támogatást kapott az egyházfőtől, leginkább Ignác rábeszélésére. Ennek legjelentősebb mozzanata volt, hogy 1552. augusztus 31-én a pápa a Collegium Romanum megnyitása után bullában alapította meg a Collegium Germanicumot, amely új német egyházi elit kinevelését célozta meg. Az ifjakat az eretnek protestáns tanok ellen vértezték fel.
A katolikus hit megerősítése nemcsak a német területeken volt fontos kérdés Gyula számára, hanem a VIII. Henrik angol király által a pápai primátus alól kivont Angliában is. Az anglikán egyház elszakadása Gyula uralkodása alatt egy időre feloldódott. 1553-ban I. Mária foglalta el a távoli szigetország trónját. Az egyházfő Reginald Pole bíborost küldte Angliába, hogy próbálja meg helyreállítani a pápai elsőbbséget Anglia egyháza felett. A bíborosnak nem volt nehéz dolga, ugyanis a királynő szigorú katolikus neveltetésben részesült, ezért támogatásával 1555-ben angol követség indult el Rómába, hogy eljuttassák az egyházfőnek az angol parlament döntését, miszerint az visszavonja az Act of Supremacy rendelkezéseit. Az igazsághoz hozzátartozik, hogy a követség már csak Gyula halála után érkezett meg az örök városba a jó hírekkel.
Az 1555-ös év a katolikus hitnek Angliában tehát sikereket hozott, de az északi nagy szomszéd, a Német-római Birodalom esetében ez csak visszafogottan igaz. V. Károly vereséget szenvedett birodalmán belül a protestánsoktól, aminek megvitatására összehívta az augsburgi birodalmi gyűlést. Gyula ekkor már halálos ágyát nyomta, de még ő adta Morone bíborosnak a megbízó levelet, hogy képviselje a pápai érdekeket a gyűlésen. Ezen a gyűlésen született meg 1555. szeptember 25-én, jó fél évvel Gyula halála után az augsburgi vallásbéke.

### A művészetek pápája
III. Gyula a tridenti zsinat bezárásával és a parmai háború befejeztével köszvényre hivatkozva gyakorlatilag elfordult a politikai és egyházi ügyektől. Ezeket elvben Innocenzóra bízta, mint bíboros-neposára, de gyakorlatilag a pápai titkárság irányította az állami ügyeket. Az egyházfő pedig pontifikátusának utolsó három évében kizárólag a luxusnak és a pompának élt. Hihetetlen rajongása a reneszánsz művészetek iránt már ifjú korában jelentkezett, de csak utolsó éveiben rendelkezett akkora vagyonnal, hogy ennek valóban hódolni tudjon. Trónra lépésével megerősítette Michelangelót a Szent Péter-bazilika főépítészi rangjában, és a kiváló művész tovább építette a bazilika hatalmas kupoláját. Gyulának jelentős szerepe volt a római Sapienza Egyetem megújulásában és bővülésében illetve a Vatikáni Apostoli Könyvtár hatalmas gyűjteményének gazdagításában. A különleges bibliotéka könyvtárosává későbbi utódját, Marcello Cervinit nevezte ki.

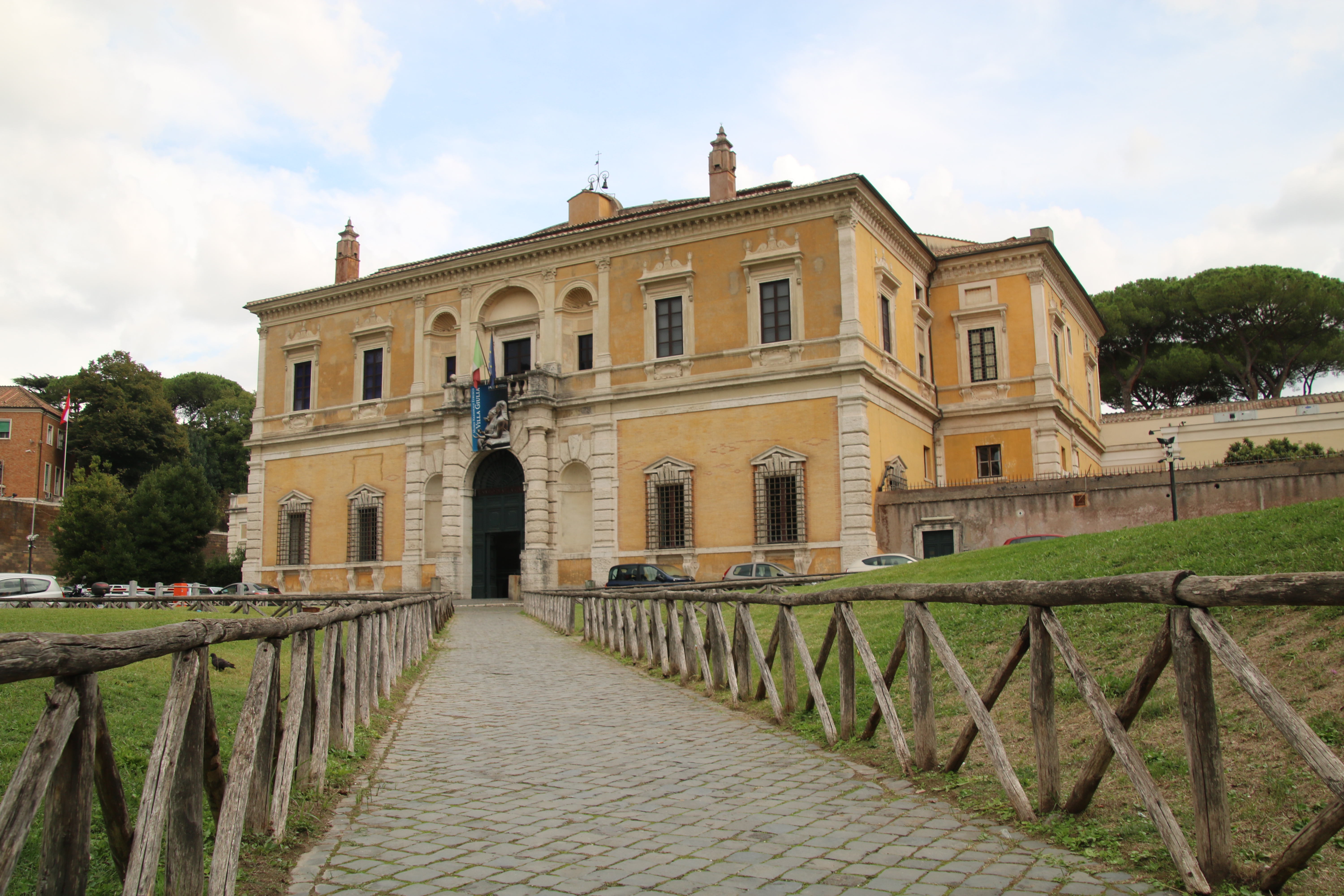
A Villa Giulia épülete ma

Zene iránti rajongása talán minden művészeti ágnál erőteljesebben jelentkezett nála. Udvarába hívatta a kor egyik legnagyobb zenei alakját, Giovanni Pierluigi da Palestrinát, aki a Capella Giulia karvezetője lett. (A Giulia név a Gyula olasz megfelelőjéből vált a kórus jelzőjévé.)
A különböző művészeti ágakat, a busás lakomákat és Innocenzo bíboros bájait leginkább az általa építtetett Villa Giuliában élvezte ki. A lenyűgöző reneszánsz palotát Giacomo Barozzi da Vignola építette számára. A palota mérhetetlen vagyonról és luxusról árulkodott. Lenyűgöző szobrok, falfreskók, márvány borítású padlózatok és stukkók borították. Két belső udvara volt, amelyek egyikére vízi színházat is építtetett az egyházfő. A palotát borító műremekek nem voltak éppen szégyenlősek vagy erkölcsösek, mégis a legismertebb részlet az egyik portikó mennyezeti freskóján botrányos hírnevet kölcsönzött a pápa magánrezidenciájának. Ezen a szőlőlevéllel befuttatott falfelületen két kis meztelen puttó látható, amint egymás nemi szerveivel játszadoznak. A művészetileg mind a mai napig nagyra becsült alkotás hihetetlenül megbotránkoztatta a bíborosokat.
A pápa legendás köszvénye végül 1555. március 23-án végzett az ellentmondásos egyházfővel. A néhai egyházfő sok tekintetben szégyent hozott hivatalára, ezért érthető, hogy földi maradványai nem a Szent Péter-bazilikában nyugszanak, hanem a római San Pietro in Montorio-templom del Monte kápolnájában.

## Művei
- Documenta Catholica Omnia (latin nyelven). Cooperatorum Veritatis Societas. (Hozzáférés: 2011. december 6.)